# AK Comics
AK Comics est une maison d'édition égyptienne spécialisée dans la bande dessinée. Elle publie principalement des histoires de super-héros du Moyen-Orient à la manière des comics américains.
Fondée par l'égyptien Ayman Kandeel (d'où les initiales de la société) en 2003, la maison d'édition édite des histoires scénarisées par des égyptiens et dessinées par des artistes parfois égyptiens, parfois américains. Ayman Kandeel a lui-même écrit plusieurs scénarios pour des séries de sa société.
Les bandes dessinées sont éditées en arabe mais aussi en anglais.

## Séries
- Zein, le dernier Pharaon, par Axel Ortiz, Jack Nolan et Jeff Ong
- Rakan, le combattant solitaire, par Todd Vicino, Rafael Kras, Scott Rockwell, Legio Studio et Ellen Valdez
- Aya, la Princesse des Ténèbres, par Todd Vicino, Chad Smith, Jack Nolan, Mike Kelleher et R.V. Valdez
- Jalila, protectrice de la Cité de toutes les Croyances, par R.V. Valdez, Mike Kelleher et Blonde